# Opelhafen Rüsselsheim
Der Opelhafen war der von 1937 bis ca. 1998 betriebene Werkshafen des Opel-Werkes in Rüsselsheim am Main. Über ihn wurde für das betriebseigene Kraftwerk benötigte Steinkohle antransportiert und für den Export bestimmte Fahrzeuge auf Schiffe verladen.

## Geschichte
Für das im August 1937 in Betrieb genommene „Kraftwerk M3“ (nach der Lagebezeichnung auf dem Werksgelände) benötigte die Automobilfabrik in Rüsselsheim auch umfangreiche Steinkohlelieferungen, die im Rahmen der nationalsozialistischen Autarkiepolitik aus dem Ruhrgebiet angeliefert werden sollte. Für den Transport der Kohle bot sich der Wasserweg an. Daher legte Opel von 1935 bis 1937 parallel zum Kraftwerk auf dem Werksgelände zwischen Kraftwerk und Main den Werkshafen als „Opelhafen“ in Form einer Lände an. Im Zweiten Weltkrieg, wurde das Werk als Rüstungsbetrieb von der alliierten Luftwaffe bombardiert, das Hafengelände erhielt jedoch nur wenige Treffer.
Mit Wiederaufnahme der Produktion und dem beginnenden Export nach dem Krieg erweiterte und modernisierte das Unternehmen 1955 den Hafen und verlängerte den Kai auf die heutigen 400 Meter Länge. In den folgenden Jahrzehnten liefen jährlich bis zu 100 Schiffe den Hafen an und lieferten rund 110.000 Tonnen Kohle. Die Schiffe waren in der Regel drei Tage zuvor in Duisburg gestartet, das Entladen eines Schiffes bzw. eines Schubverbandes im Zweischichtbetrieb dauerte rund 10 Stunden. In den rund 60 Jahren Betriebszeit des Kraftwerkes wurden rund 10 Millionen Tonnen Steinkohle verfeuert, mit deren Energie rund 13 Millionen Kraftfahrzeuge produziert wurden.
Gleichzeitig diente der Hafen für den Export der produzierten Fahrzeuge, die per Kran einzeln auf Frachtschiffe verladen wurden. 1979 stellte das Unternehmen die Verladung auf Schiffe im eigenen Hafen ein, da die Beförderung mit Zügen und Lastkraftwagen kostengünstiger wurde. Zuletzt wurden die Fahrzeuge per Bahn befördert oder in Ginsheim-Gustavsburg auf RoRo-Schiffe verladen, was schneller größere Transportmengen ermöglicht.
Als das Opelwerk 1998 den Kraftwerksbetrieb von M3 beendete, wurde auch der Hafen für Kohleanlieferungen nicht mehr benötigt, da das neue Kraftwerk M120 mit Gas betrieben wurde. Damit wurde auch der Hafen geschlossen, aber nicht dauerhaft stillgelegt: Opel verfügt weiterhin über eine Betriebsgenehmigung für den Hafen.

## Beschreibung
Der Hafen liegt im Westen Rüsselsheims linksmainisch am Unterlauf des Flusses bei Mainkilometer 8, ungefähr dort, wo der 1534 in einer Feuersbrunst untergegangene Ort Seilfurt lag. Eigentümerin und ehemalige Betreiberin des Hafens ist bzw. war die Adam Opel AG. Der als Lände angelegte Hafen besteht aus einer zuletzt 400 Meter langen Anlegestelle, die vor dem ehemaligen Kraftwerk M3 liegt und mit einer Spundwand gesichert ist. Das Anlegebecken hat eine Breite von 30 bis 40 Metern und ist rund 3 Meter tief.
Zum Be- und Entladen verfügte der Hafen über zwei auf Schienen laufende Portaldrehkräne, die elektrisch betrieben wurden. Sie hatten eine Kapazität von 60 bis 70 Tonnen Kohle pro Stunde. Im Hafen arbeiteten fünf Mitarbeiter in zwei Schichten, davon waren zwei Kranführer.

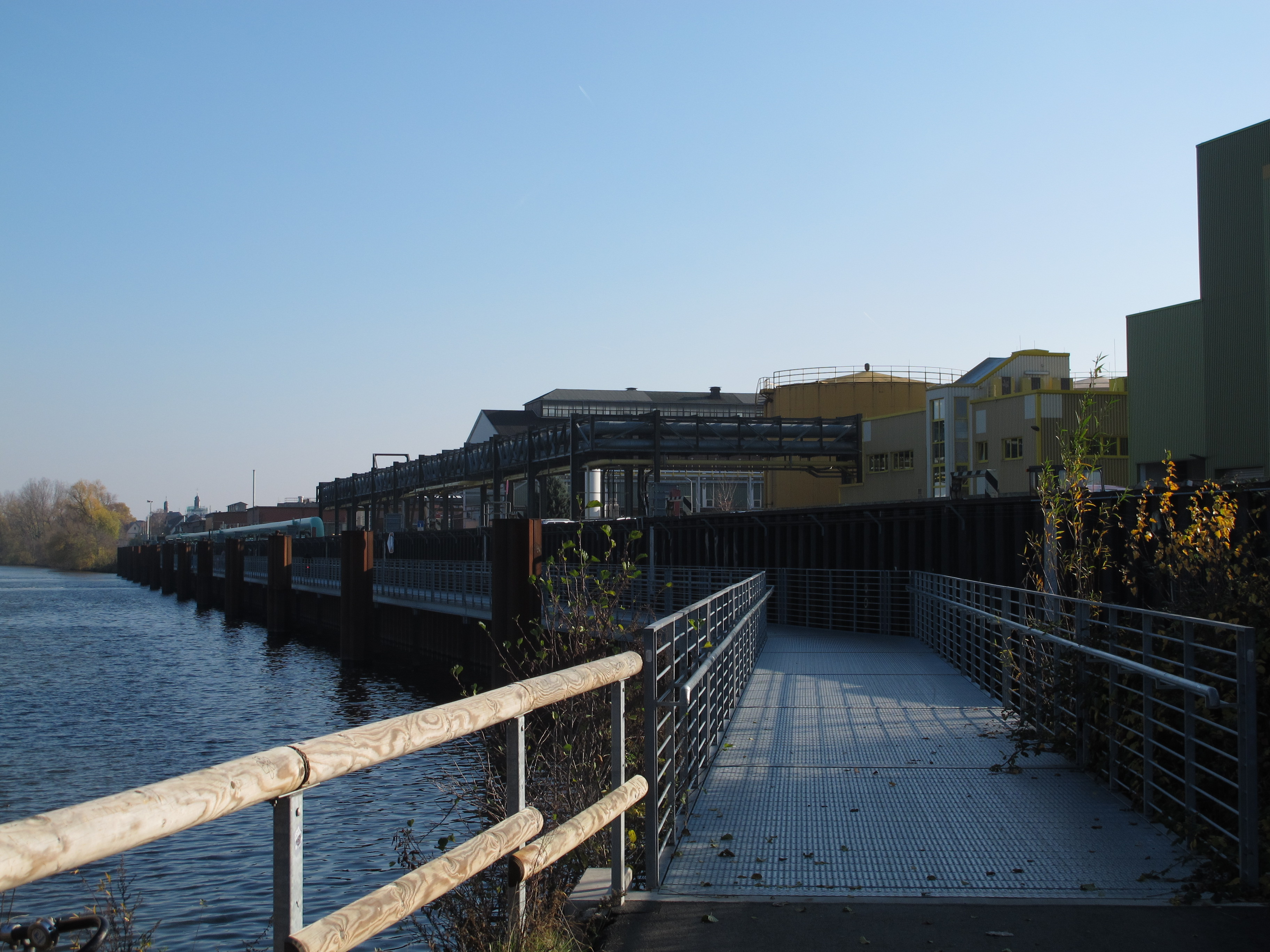
Opelsteg im Hafen Rüsselsheim

## Heutiger Zustand und Nutzung
2013 musste Opel die noch aus den 1930er Jahren stammende Spundwand im Hafen sanieren. Die Gemeinden Rüsselsheim, Raunheim und Kelsterbach nahmen dies zum Anlass, die Lücke des südlichen Main-Radweges zu schließen. Bis dahin musste Radfahrer in diesem Abschnitt einen Bogen um das Opel-Werksgelände machen. Im Zuge der Spundwand-Sanierung haben die drei Gemeinden in Kooperation mit Opel direkt vor der Spundwand einen circa 450 Meter langen Steg errichten lassen, der seit 2015 Fußgängern und Radfahrern eine durchgängige Passage ermöglicht. Der „Opelsteg“ ist so gebaut, dass der Hafen weiterhin genutzt werden kann. Dann muss der Steg jedoch zeitweise gesperrt werden.